# Jonas Erikson Sundahl

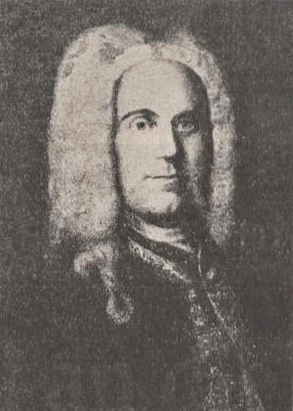
Jonas Erikson Sundahl

Jonas Erikson Sundahl (* 11. oder 16. April 1678 in Oden (Schweden); † 5. Juni 1762 in Zweibrücken) war ein schwedischer Baumeister.

## Leben
Jonas Erikson Sundahl wurde vermutlich am 11. oder 16. April 1678 in Oden im schwedischen Wärmelandstal als Sohn des Schiffskapitäns Olaf Erikson Sundahl von Gjäserud geboren. Seine Brüder waren Mons Erikson Sundahl und Olaf Sundahl.
Bereits im Alter von 11 Jahren ist Sundahl 1689 als Student der Universität Uppsala verzeichnet. Als Karl XII. aus dem Haus Pfalz-Zweibrücken schwedischer König war, brachte sein Statthalter Gabriel Oxenstierna Sundahl 1702 ins pfälzische Herzogtum mit. Am 11. November 1705 heiratete Sundahl in Frankfurt am Main Anna Dorothea von Bein (1680–1726) aus einer großstädtischen Patrizierfamilie, mit der er 13 meist früh verstorbene Kinder hatte. Sein dritter Sohn, Johann Gottfried Christian Sundahl, war wohl in Blieskastel und im Umfeld von Kaiserslautern als Landvermesser tätig. Eine zweite Ehe schloss er am 26. Juli 1732 mit Katharina Sophia geb. Heinztensberger, die ebenfalls verwitwet war.
Sundahl arbeitete über 50 Jahre an leitender Stelle der herzoglichen Bauverwaltung mit einer Unterbrechung von 1725 bis 1731, als Charles François Duchesnois ihn verdrängt hatte. Zuletzt war er als Bau- und Renovationsdirektor mit dem Titel eines Hofkammerrats tätig und wurde in einem fließenden Übergang durch Christian Ludwig Hautt in seinen Tätigkeiten abgelöst.

## Werk

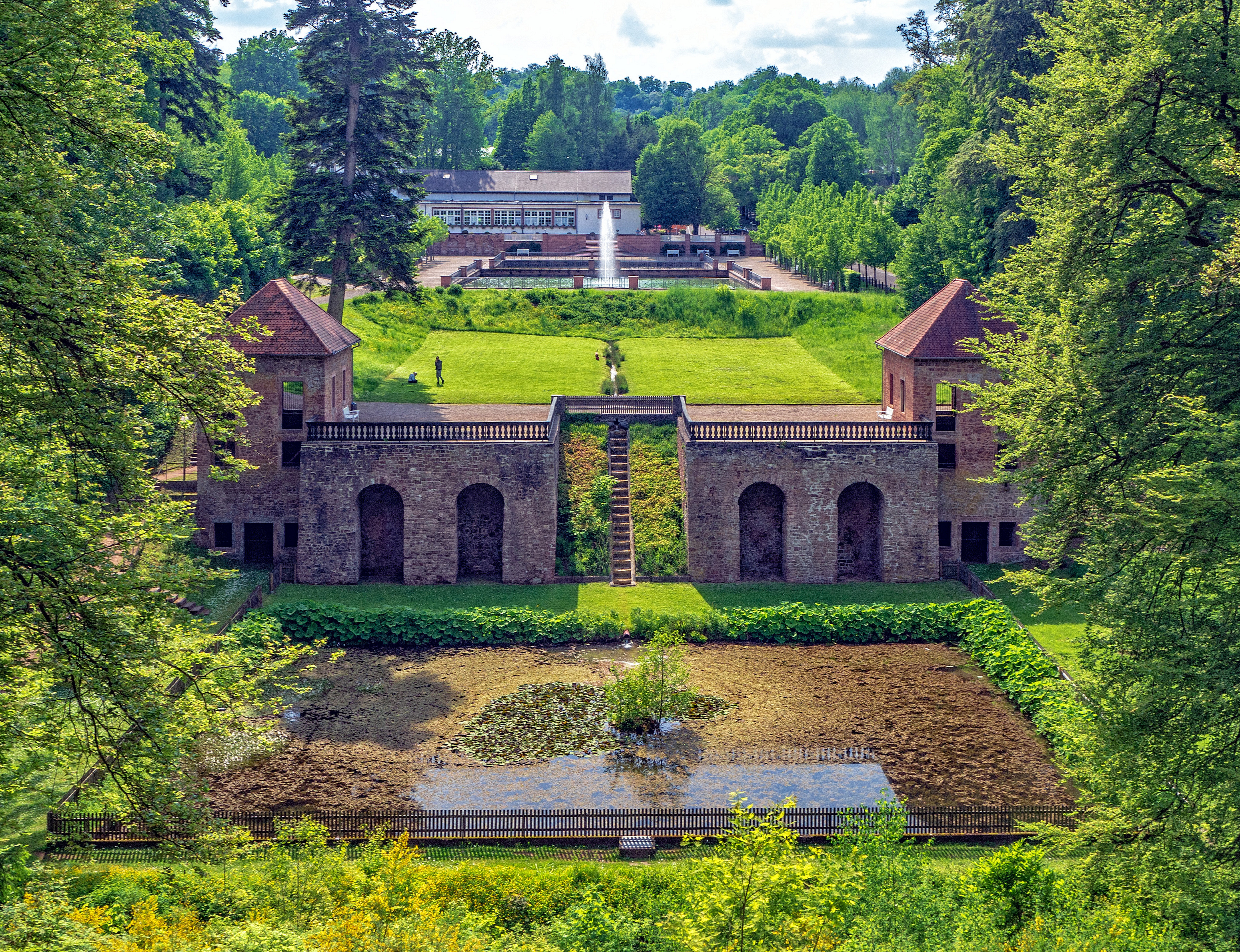
Lustschloss Tschifflik

Seine erste überlieferte Arbeit ist ein Grundriss des inneren und äußeren Grabens am oberen Tor in Zweibrücken aus dem Jahr 1702. Für den vertriebenen polnischen König Stanislaus I. Leszczyński, dem Karl XII. 1714 in Zweibrücken Asyl gewährt hatte, erbaute Sundahl östlich der Stadt, oberhalb des Schwarzbachs, das Lustschloss Tschifflik (türkisch=Landhaus) mit Gartenhäusern, Weihern, Wasserfällen, Gewächshäusern und Freilichtbühne, einer exotischen Kleinarchitektur, 40 Jahre bevor diese Mode in der englischen Gartenarchitektur aufkam. Umgeben war die Anlage von einer Fasanerie, deren Ummauerung als Abgrenzung zu den Waldstücken Luitpoldpark und Ehrbusch teilweise noch vorhanden ist. Als Karl XII. im Jahr 1718 starb, verlegte Stanislaus sein Domizil nach Weißenburg. In noch bestehenden Gebäuden ist heute ein Romantik-Hotel untergebracht. Im Mai 2008 wurde ein Projekt zur Rekonstruktion des barocken Gartendenkmals abgeschlossen. Ebenfalls im Auftrag des Polenkönigs baute Jonas Erikson Sundahl 1714–1719 das weitgehend zerstörte Kloster Gräfinthal wieder auf.   

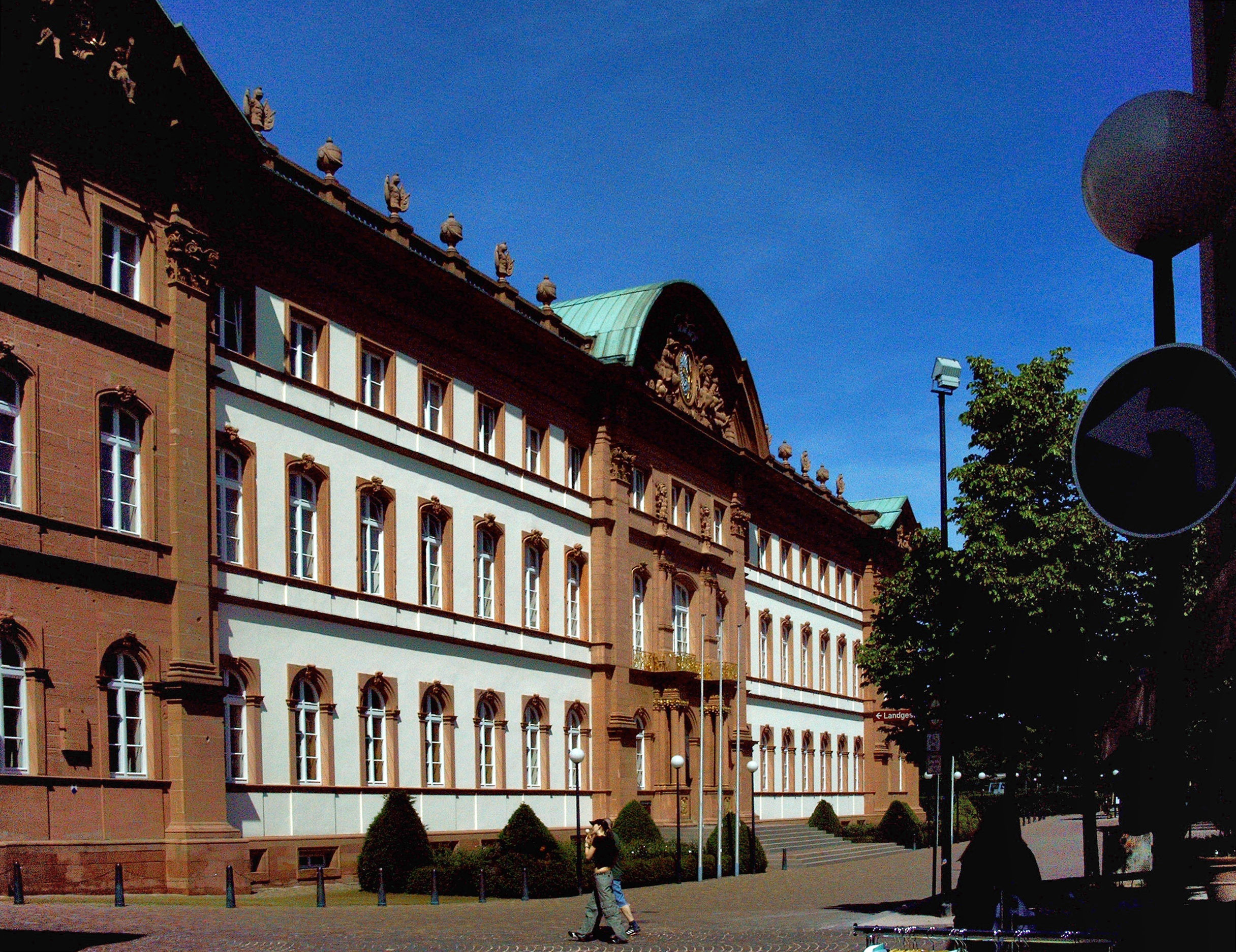
Zweibrücker Schloss

Seine weiteren Hauptwerke schuf Sundahl während der Regierungszeit Gustav Samuel Leopolds, so vor allem um 1725 das Zweibrücker Residenzschloss, das nach den Zerstörungen von 1793 und 1945 jeweils wieder aufgebaut wurde und heute das Pfälzische Oberlandesgericht beherbergt, aber auch die Gustavsburg in Homburg-Jägersburg. Als Kirchenarchitekt war Sundahl unter anderem in den nordpfälzischen Bezirken des Herzogtums tätig und schuf 1723 die hübschen Barockkirchen von Rathskirchen und Niederkirchen, aber auch die Hof- und Bergkirche in Bergzabern, deren Portal demjenigen der auch von Sundahl stammenden Zweibrücker Karlskirche sehr ähnlich ist. Von 1723 datiert auch der Schwedenhof in Einöd. Ein Jahr zuvor wurde das repräsentative Edelhaus in Schwarzenacker erbaut, in dessen Räumlichkeiten heute die Exponate gezeigt werden, die bei den umfangreichen Ausgrabungen der Römerstadt Schwarzenacker gefunden wurden. Von 1725 bis 1730 entstand bei Wörschweiler das Schloss Louisenthal für die Gemahlin des Herzogs, Louise von Hoffmann, nahe bei einer damaligen Heilquelle. Unter Christian IV. war hier später die herzogliche Porzellanmanufaktur untergebracht. Ein Flügel der Anlage sowie die Kapelle, die alte Brauerei und der Schlosspark sind noch erhalten, während der Zentralbau bereits 1802 abgerissen wurde. Sundahls Werke lassen insgesamt noch die Einflüsse der sog. Tessiner Bauschule des schwedischen Renaissancebaumeisters Nikodemus erkennen, insbesondere in der Gliederung der Mauerflächen. Wie seinerzeit üblich, war Sundahl auch als Landrenovator für die Landesvermessung zuständig, was einen beträchtlichen Anteil seiner Arbeitszeit beanspruchte.
Hochbetagt erbaute er um 1755 die Zwinglikirche in Niederauerbach.